# Idi Amin
Idi Amin (17. května 1924? Uganda – 16. srpna 2003 Saúdská Arábie) byl v letech 1971–1979 prezidentem Ugandy, pro svou krutost přezdívaný jako řezník z Kampaly. Sám sebe nazýval „Jeho Veličenstvo doživotní prezident, polní maršál Al Hadži doktor Idi Amin, pán všeho tvorstva na souši i ve vodě, přemožitel Britského impéria v celé Africe a především v Ugandě“.

## Život
Amin se narodil jako Idi Awo-Ongo Angoo na severu Ugandy. Rodiče se krátce po Aminově narození rozešli (údajně proto, že Aminova matka byla čarodějnice) a Amin žil jen s matkou, s níž odešel do Lugazy nedaleko hlavního města Kampaly. Mladý Idi Amin byl vždy velmi fascinován královskými africkými střelci (Ugandská vojenská jednotka ve službách britské koruny). Jelikož Idi Amin absolvoval jenom základní vzdělání, přihlásil se ke 4. pluku afrických královských střelců.
Idi Amin byl pověstný svou razancí, která mu pomohla prosadit se i v armádě, vzhledem k tomu, že pro africké královské střelce byla nejdůležitější fyzická zdatnost a ne inteligence. Věnoval se také boxu, stal se i boxerským mistrem země v těžké váze. Afričtí královští střelci byli vychováváni hlavně k poslušnosti a dokonale přesné střelbě. Idi Amin tyto požadavky splňoval do nejmenšího puntíku, ale i tak mu trvalo sedm let, než získal hodnost svobodníka. Zajímavostí bylo, že už v roce 1953 mu byla předpovídána velká kariéra, i když uměl jenom jedinou anglickou větu: „Dobré ráno, pane“.
Když Idi Amin velel několika svým mužům, napadli v severozápadní Keni skupinku turkanských zlodějů dobytka, které před probodnutím nechal dlouhou dobu mučit. Celý incident se donesl k vrchnímu rotmistrovi pluku udáním jednoho z Aminových mužů. Přes veškerou brutalitu, díky dokonalému poslušnému vojenskému chování, nebyl za tento svůj čin souzen. V roce 1959 ho čekalo povýšení na praporčíka a zanedlouho po cvičeních v Keni byl dokonce vyznamenán „Čestným mečem“. Na této slavnosti byl společně se Shabanem Opolotem povýšen do hodnosti poručíka samotným majorem Grahamem. V roce 1962 získala Uganda nezávislost a Idi Amin dostal velení nově vytvořeného Ugandského pluku.

## Vláda
Jako prezident Amin vládl Ugandě v letech 1971–1979. Moc získal pučem, kdy jako náčelník generálního štábu svrhl autoritářského prezidenta Miltona Oboteho, zřejmě aby odvrátil své vlastní zatčení za finanční machinace. Zpočátku lidé změnu vítali, avšak Amin se stal brzy mnohem krutějším vládcem než jeho předchůdce. Diktátor se také prohlásil doživotním prezidentem. Zrušil většinu zákonů a nahradil je těmi nejkrutějšími.
Zpočátku udržoval dobré vztahy s Británií a Izraelem, později se však přiklonil k Sovětskému svazu, Východnímu Německu a dlouhodobou podporu nacházel také u libyjského vůdce Muamara Kaddáfího.
Údajně si i založil družinu, s kterou každý den chodil zabíjet lidi,[zdroj?] které potom předhodili hyenám. Největší podporu a úctu měl Amin zřejmě v armádě, kde mu podřízení říkali všemocný.
Amin se nechal titulovat jako skotský král nebo přemožitel britského impéria. Přestoupil na islám a podporoval různé skupiny muslimských teroristů. Byl hlavním vyjednavačem mezi Izraelem a palestinskými teroristy, kteří unesli letadlo a přistáli 27. června 1976 na letišti Entebbe. Jelikož však jeho vyjednávání poukazovalo na spřízněnost s teroristy, rozhodl se Izrael pro záchrannou akci pod názvem Operace Entebbe.
V roce 1978 se pokoušel připojit tanzanské území známé jako Kagera, a tak tanzanský prezident Julius Nyerere zahájil do Ugandy s vojsky invazi; Kampalu dobyli 11. dubna 1979 a Amina svrhli. Ten pak uprchl do exilu. Nejprve do Libye a později do Saúdské Arábie, kde žil až do své smrti 16. srpna 2003.
Za jeho vlády zemřelo nejméně 300 000 lidí (v průměru 104 lidí za den), tisíce jich byly mučeny, mrtvými těly svých odpůrců nechal krmit krokodýly.

## Idi Amin ve filmu
- V roce 2006 byl o životě diktátora Idiho Amina natočen film Poslední skotský král (The Last King of Scotland).[2] Diktátora zde ztvárnil herec Forest Whitaker, jenž byl za tuto roli oceněn Oscarem.
- Dalšími filmy, ve kterých se vyskytovala postava Idiho Amina, jsou televizní díla Victory at Entebbe (1976) a Raid on Entebbe (1977) a film Operace Entebbe (2018), popisující únos letadla palestinskými teroristy a následnou záchrannou akci izraelských vojáků.
- V roce 1974 natočil o Idim Aminovi francouzsko-íránský režisér Barbet Schroeder dokumentární film s názvem Idi Amin Dada.[3]
- karikovaná postava Idiho Amina se účastní protiamerické porady v úvodu komedie Bláznivá střela: Z archivů policejního oddělení režiséra Davida Zuckera z roku 1988[4]
- Americká hororová komedie Pozdrav z cesty do pekla (Highway to Hell) z roku 1992 obsahuje scénu, v níž je Idi Amin v pekle volán k telefonu.[5]